# 迪多夫
迪多夫（德語：Diedorf，發音：[ˈdiːdɔʁf]）是德国巴伐利亚州施瓦本行政区奥格斯堡县的市镇，面积33.29平方千米，2023年12月31日人口为10,777人。